# ロケットボール

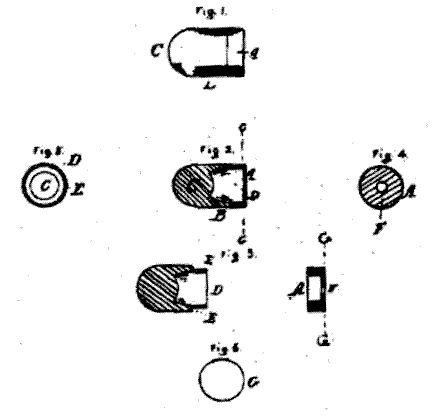
アメリカで申請された特許5,701からの図面。ウォルター・ハントのロケットボール金属製薬莢のためのもの。

ロケットボールとは、小火器用弾薬に用いる金属製薬莢の形態において最初期のものの一つで、弾丸そのものを発射薬（黒色火薬）を収める金属製ケースとしたものである。

## 構造
ロケットボールは鉛の弾丸の後方に弾丸の全長の大部分に渡る深い空洞部を設けたもので、1848年にウォルター・ハントが特許を取得している。この空洞は、ミニエー弾の底部の窪みと同様に、発射時の腔圧で変形することで銃身内を密閉し、前方へのガス漏れを防ぐためのものであったが、ロケットボールはこの窪みをさらに深くすることで新たな機能を持たせていた。ロケットボールは、深い空洞部に火薬を詰め、さらに底部の小さい穴に点火用の雷管をつけて密封した構造になっており、湿気に弱く取り扱いに難のあった初期の紙製薬莢を、弾倉から給弾可能な耐久性のある弾薬で代替するものであった。雷管は発砲時に銃身から吹き飛ばされ、排出する必要のある空薬莢も残らないので、ロケットボールは現代でいうケースレス弾薬の一種と言える。ロケットボールは最初期の弾倉給弾式レバーアクション銃に採用され、これによって初めて実用的な連発可能な単一薬室の火器が実現された。

## 使用

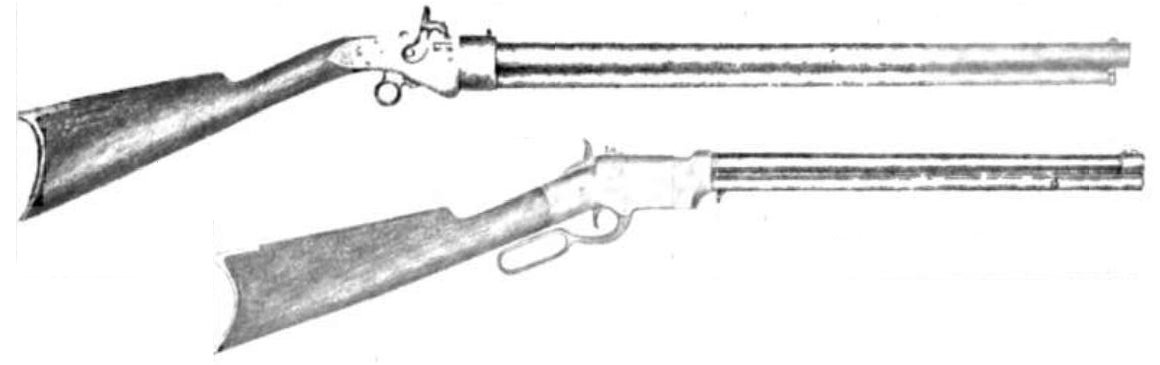
上方はジェニングス小銃。撃鉄と、ロケットボールに特有の外装式雷管のための雷管孔を示す。下方は後期型ヴォルカニック小銃。内部に発火機構を備えたヴォルカニック弾薬を用いた。

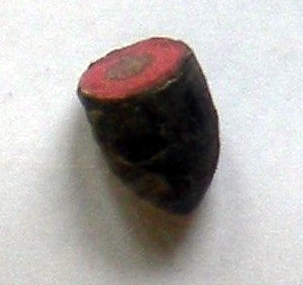
初期の.41ヴォルカニック弾

ロケットボールで実用的な連発火器が作れるようになったが、一方でこれは必ずしも理想的な解決方法ではなかった。弾丸を薬莢として使うため容積の制約が厳しく、使用できる薬量が非常に少ないせいで初速も射程も小さくなってしまったのである。初活力はたったの約76ジュールであり、ロケットボールは.25ACP弾のような、低威力な現代のポケットピストル用弾薬よりも威力に劣るものであった。
こうした限界はあったものの、ロケットボールは商業的に成功する小銃を作ろうとする野心的な銃器メーカーに採用され、ヴォルカニック・リピーティング・アームズカンパニーがその白眉であった。ヴォルカニック弾薬は一歩先を行くもので、ロケットボールのキャップを雷管に置き換えることでそれ自身単体で成立する完全なケースレス弾薬となった。